# 라스타파리 운동

라스타파리 운동의 사자기

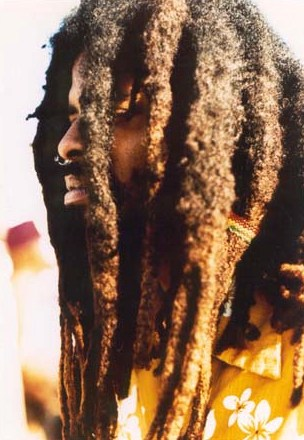
라스타파리안 남성

라스타파리 운동(Rastafari Movement)은 1930년대에 자메이카에서 시작된 신흥 종교이다. 라스타파리안이라고도 불린다. 그들은 사회 운동과 머리털을 꼬아서 길게 늘어뜨린 드레들록(dreadlock)의 모습으로 알아볼 수 있고, 대마초(그들의 말로는 간자(ganja))의 사용과 레게 음악의 창시자로 알려졌다.
라스타파리안이라는 이름은 에티오피아의 황제 하일레 셀라시에 1세의 표제 라스 타파리(Ras Tafari)에서 유래되었다. 많은 라스타파리 운동원들은 하일레 셀라시에를 신으로 믿었다. 그렇지만 하일레 셀라시에는 자신을 신이라 생각하지 않았고, 1966년 그가 자메이카를 방문하였을 때 그를 숭배하려 한 라스타파리안들 때문에 당황하였다. 처음에는 흑인들의 국민적 운동으로 시작되었던 이 단체는 지금은 전 세계의 모든 인종에 퍼져 있다.
초기의 라스타파리안들은 모든 아프리카인들이 고대 히브리 민족의 자손이라고 가르쳤다. 이 가르침에 따라 신이 불순종의 처벌에 의하여 아프리카 흑인을 백인의 노예로 만들었다고 말한다. 라스타파리안들은 하일레 셀라시에가 아프리카계 주민들을 아프리카로 돌려보낼 곳을 마련했으리라고 믿었다. 1975년 하일레 셀라시에가 사망한 후, 라스타파리안들은 그들의 믿음 중 일부분을 바꾸었다. 오늘날 많은 그 신도들은 실제로 아프리카에서 사는 것이 아니라 영혼적으로 아프리카로 복귀하는 경향을 보이고 있다.

## 같이 보기
- 아브라함 종교